# I Am Not a Human Being II
I Am Not a Human Being II è il decimo album discografico in studio del rapper statunitense Lil Wayne, pubblicato nel marzo 2013.

## Tracce
1. IANAHB – 5:38
2. Curtains (feat. Boo) – 4:31
3. Days and Days (feat. 2 Chainz) – 3:13
4. Gunwalk (feat. Gudda Gudda) – 4:31
5. No Worries (feat. Detail) – 3:41
6. Back to You – 5:29
7. Trigger Finger (feat. Soulja Boy) – 4:32
8. Beat the Shit (feat. Gunplay) – 4:28
9. Rich As Fuck (feat. 2 Chainz) – 3:43
10. Trippy (feat. Juicy J) – 4:23
11. Love Me (feat. Drake & Future) – 4:13
12. Romance – 4:20
13. God Bless Amerika – 5:03
14. Wowzers (feat. Trina) – 3:45
15. Hello (feat. Shane Heyl) – 4:02

## Classifiche
- Billboard 200 (Stati Uniti) - #2
- Official Albums Chart (Regno Unito) - #3
- Canada - #5
- Giappone - #5